# Resolució 227 del Consell de Seguretat de les Nacions Unides
La Resolució 227 del Consell de Seguretat de les Nacions Unides, aprovada en sessió privada el 28 d'octubre de 1966, el Consell va recomanar a l'Assemblea General que tot esperant un nou examen del Consell prorrogués el mandat del Secretari General U Thant fins al final de la 21è període ordinari de sessions de l'Assemblea General